# 204-я танковая бригада
204-я танковая бригада — танковая бригада Красной армии в годы Великой Отечественной войны.
Сокращённое наименование — 204 тбр.

## Боевой и численный состав
Бригада формировалась по штатам:
- Управление бригады (в/ч № 8436)
- Рота управления (в/ч № 8437)
- Отдельный танковый батальон (в/ч № 8438)
- Отдельный танковый батальон (в/ч № 8439)
- Моторизованный стрелковый батальон (в/ч № 6323)
- Истребительно-противотанковый дивизион (в/ч № 8441)
- Зенитная батарея (в/ч № 8442)
- Рота технического обслуживания (в/ч № 6324)
- Медико-санитарный взвод (в/ч № 8444)

В 1945 была переведена на штаты №№ 010/500-010/506.
- Управление бригады [штат № 010/500]
- Рота управления [штат № 010/504]
- 1-й отд. танковый батальон [штат № 010/501]
- 2-й отд. танковый батальон [штат № 010/501]
- 3-й отд. танковый батальон [штат № 010/501]
- Моторизованный батальон автоматчиков [штат № 010/502]
- Зенитно-пулеметная рота [штат № 010/503]
- Рота технического обеспечения [штат № 010/505]
- Медсанвзвод [штат № 010/506]
- Стрелковое отделение «Смерш» (штат № 010/516)

## Подчинение
Периоды вхождения в состав Действующей армии:
- с 09.08.1945 по 03.09.1945 года[1]

| Дата            | Фронт (округ)                                   | Армия                     | Корпус                       | Дивизия | Бригада | Примечания |
| --------------- | ----------------------------------------------- | ------------------------- | ---------------------------- | ------- | ------- | ---------- |
| 01.05.1942 года | Дальневосточный фронт                           | 1-я Краснознаменная армия |                              |         |         |            |
| 01.06.1942 года | Дальневосточный фронт                           | 1-я Краснознаменная армия |                              |         |         |            |
| 01.07.1942 года | Дальневосточный фронт                           | 1-я Краснознаменная армия |                              |         |         |            |
| 01.08.1942 года | Дальневосточный фронт                           | 1-я Краснознаменная армия |                              |         |         |            |
| 01.09.1942 года | Дальневосточный фронт                           | 1-я Краснознаменная армия |                              |         |         |            |
| 01.10.1942 года | Дальневосточный фронт                           | 1-я Краснознаменная армия |                              |         |         |            |
| 01.11.1942 года | Дальневосточный фронт                           | 1-я Краснознаменная армия |                              |         |         |            |
| 01.12.1942 года | Дальневосточный фронт                           | 1-я Краснознаменная армия |                              |         |         |            |
| 01.01.1943 года | Дальневосточный фронт                           | 1-я Краснознаменная армия |                              |         |         |            |
| 01.02.1943 года | Дальневосточный фронт                           | 1-я Краснознаменная армия |                              |         |         |            |
| 01.03.1943 года | Дальневосточный фронт                           | 1-я Краснознаменная армия |                              |         |         |            |
| 01.04.1943 года | Дальневосточный фронт                           | 1-я Краснознаменная армия |                              |         |         |            |
| 01.05.1943 года | Дальневосточный фронт                           | 1-я Краснознаменная армия |                              |         |         |            |
| 01.06.1943 года | Дальневосточный фронт                           | 1-я Краснознаменная армия |                              |         |         |            |
| 01.07.1943 года | Дальневосточный фронт                           | 1-я Краснознаменная армия |                              |         |         |            |
| 01.08.1943 года | Дальневосточный фронт                           |                           |                              |         |         |            |
| 01.09.1943 года | Дальневосточный фронт                           |                           |                              |         |         |            |
| 01.10.1943 года | Дальневосточный фронт                           |                           |                              |         |         |            |
| 01.11.1943 года | Дальневосточный фронт                           | 1-я Краснознаменная армия |                              |         |         |            |
| 01.12.1943 года | Дальневосточный фронт                           | 1-я Краснознаменная армия |                              |         |         |            |
| 01.01.1944 года | Приморская группа войск Дальневосточного фронта |                           |                              |         |         |            |
| 01.02.1944 года | Приморская группа войск Дальневосточного фронта |                           |                              |         |         |            |
| 01.03.1944 года | Приморская группа войск Дальневосточного фронта |                           |                              |         |         |            |
| 01.04.1944 года | Приморская группа войск Дальневосточного фронта |                           |                              |         |         |            |
| 01.05.1944 года | Приморская группа войск Дальневосточного фронта |                           |                              |         |         |            |
| 01.06.1944 года | Приморская группа войск Дальневосточного фронта |                           |                              |         |         |            |
| 01.07.1944 года | Приморская группа войск Дальневосточного фронта |                           |                              |         |         |            |
| 01.08.1944 года | Приморская группа войск Дальневосточного фронта |                           |                              |         |         |            |
| 01.09.1944 года | Приморская группа войск Дальневосточного фронта |                           |                              |         |         |            |
| 01.10.1944 года | Приморская группа войск Дальневосточного фронта |                           |                              |         |         |            |
| 01.11.1944 года | Приморская группа войск Дальневосточного фронта |                           |                              |         |         |            |
| 01.12.1944 года | Приморская группа войск Дальневосточного фронта |                           |                              |         |         |            |
| 01.01.1945 года | Дальневосточный фронт                           | 1-я Краснознаменная армия |                              |         |         |            |
| 01.02.1945 года | Дальневосточный фронт                           | 1-я Краснознаменная армия |                              |         |         |            |
| 01.03.1945 года | Дальневосточный фронт                           | 1-я Краснознаменная армия |                              |         |         |            |
| 01.04.1945 года | Дальневосточный фронт                           | 1-я Краснознаменная армия |                              |         |         |            |
| 01.05.1945 года | Дальневосточный фронт                           | 1-я Краснознаменная армия |                              |         |         |            |
| 01.06.1945 года | Дальневосточный фронт                           | 1-я Краснознаменная армия |                              |         |         |            |
| 01.07.1945 года | Дальневосточный фронт                           |                           | 10-й механизированный корпус |         |         |            |
| 09.08.1945 года | 1-й Дальневосточный фронт                       |                           | 10-й механизированный корпус |         |         |            |
| 03.09.1945 года | 1-й Дальневосточный фронт                       |                           | 10-й механизированный корпус |         |         |            |

## Командиры

### Командиры бригады
- Вылегжанин Александр Трофимович, майор, ид, 00.03.1942 - 09.04.1942 года.
- Вылегжанин Александр Трофимович, майор, 09.04.1942 - 04.10.1942 года.
- Исаев Николай Дмитриевич, майор, ид, 20.02.1943 - 22.05.1943 года.
- Исаев Николай Дмитриевич, майор, с 10.08.1943 подполковник, 22.05.1943 - 17.06.1944 года.
- Кукин Андрей Васильевич, полковник, ид, 00.06.1944 - 25.07.1944 года.
- Кукин Андрей Васильевич, полковник, 25.07.1944 - 00.06.1945 года.
- Суховаров, Дмитрий Гаврилович, полковник, 19.06.1945 - 00.11.1945 года.

### Начальники штаба бригады
- Зотов Владимир Фёдорович, майор, 20.05.1942 - 00.09.1944 года.
- Богданов Сергей Тимофеевич, капитан, 00.09.1944 - 19.12.1944 года.
- Сундуков Василий Михайлович, майор, 19.12.1944 - 00.06.1945 года.

### Заместитель командира бригады по строевой части
- Исаев Николай Дмитриевич, майор, 21.10.1942 - 20.02.1943 года.

### Начальник политотдела, заместитель командира по политической части
- Бондаренко Дмитрий Васильевич, батальон. комиссар, с 31.10.1942 майор, с 19.04.1944 подполковник, 06.05.1942 - 20.12.1945 года.